# Edgard Poe et ses œuvres

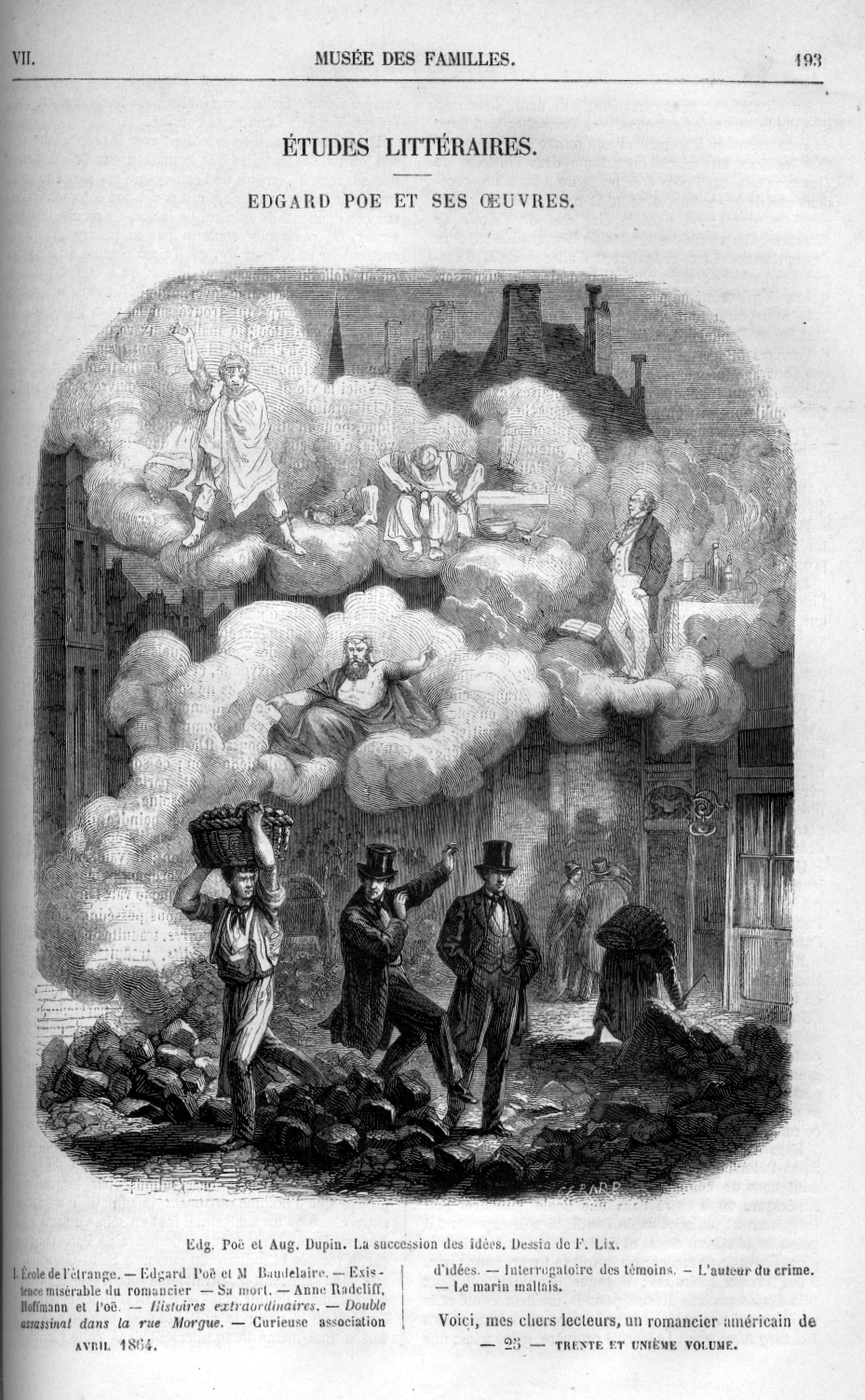
Erste Seite von Edgard Poe et ses œuvres mit einem Stich von Frédéric Lix in der Zeitschrift Musée des Familles vom April 1864.

Edgard Poe et ses œuvres (frz. für: Edgard sic! Poe und seine Werke) ist der einzige literarische Essay des französischen Schriftstellers Jules Verne. Er wurde im April 1864 in der französischen Literaturzeitschrift Musée des Familles veröffentlicht. Der 36-jährige Verne befasste sich in diesem Essay mit Leben und Werk des 1849 verstorbenen US-amerikanischen Schriftstellers Edgar Allan Poe. Einige von Poes Werken haben Verne zu einigen seiner bekanntesten Romane inspiriert, so zu: Von der Erde zum Mond von 1865, Reise um die Erde in 80 Tagen von 1873 und Die Eissphinx von 1897, die Verne als eine Fortsetzung von Poes The Narrative of Arthur Gordon Pym of Nantucket anlegte.

## Inhalt
Auf den 15 Seiten von Edgard Poe et ses œuvres, unterteilt in vier Kapitel, erörtert Verne verschiedene Aspekte von Edgar Allan Poes Leben und Werk, das einem breiten Publikum in Frankreich erst ab ca. 1856 durch die exzellenten Übersetzungen von Charles Baudelaire bekannt geworden war.
Verne beginnt mit Poes Biografie und stellt ihn als « romancier américain de haute réputation » (amerikanischen Autor großer Reputation) vor, dessen Werk (in Frankreich) aber noch wenig bekannt sei. Bereits in der Einleitung bezeichnet Verne ihn als « chef de l'Ecole de l'étrange » (Herr der Schule des Fremdartigen/Seltsamen), da er dieses Genre kreiert habe und prophezeit, dass Poes Werke und Stil Nachahmer finden werden, die aber, obwohl sie glauben, ihn zu übertreffen, ihm nicht einmal ebenbürtig sein werden.

„… il a reculé les limites de l'impossible; il aura des imitateurs. Ceux-ci tenteront d'aller au-delà, d'exagérer sa manière; mais plus d'un croira le surpasser, qui ne l'égalera même pas.“

Anschließend bezieht sich Verne auf Baudelaires Vorwort zu dessen Poe-Übersetzung und würdigt insgesamt seinen französischen Kollegen und dessen literarische Leistung in Bezug auf das Werk Poes. Es folgt eine kurze Schilderung von Poes Lebensumständen auf schließlich die Beschreibung wesentlicher Werke, wobei Verne explizit den Journalisten, Philosophen und Literaturkritiker Poe ausklammert, um sich auf den genialen Schriftsteller zu konzentrieren, wobei er jedoch hervorhebt, dass er nicht versuchen werde, das Unerklärliche, Unfassbare, Unmögliche, das Poes Phantasie bis zum Äußersten zu erzeugen vermöge, zu erklären.

„Je ne tenterai pas de vous expliquer l'inexplicable, l'insaisissable, l'impossible produit d'une imagination que Poë portait parfois jusqu'au délire …“

Verne deutet zunächst vermeintlich an, man könne Poes Werk eventuell mit dem der britischen Autorin Anne Radcliff [sic!] und des Deutschen E. T. A. Hoffmann vergleichen. Beide waren damals bereits bekannt für ihre Werke der Schauergeschichten und der Schwarzen Romantik, doch verneint Verne dies umgehend, da Poes Werke und die darin vorkommenden Charaktere lebensecht seien – wenn sie sich auch nicht definieren oder fassen ließen, weil sie so außergewöhnlich seien.

„S'ils ne sont pas fous, les personnages de Poë doivent évidemment le devenir pour avoir abusé de leur cerveau, comme d'autres abusent des liqueurs fortes; ils poussent à leur dernière limite l'esprit de réflexion et de déduction; ce sont les plus terribles analystes que je connaisse, et, partant d'un fait insignifiant, ils arrivent à la vérité absolue. J'essaye de les définir, de les peindre, de les délimiter, et je n'y parviens guère, car ils échappent au pinceau, au compas, à la définition; il vaut mieux […] les montrer dans l'exercice de leurs fonctions presque surhumaines. C'est ce que je vais faire.“

Schließlich bespricht Verne eine eigene Auswahl von 13 Werken Poes aus den von Charles Baudelaire übersetzten und bei Michel Lévy frères veröffentlichten Histoires extraordinaires von 1856 und den Nouvelles histoires extraordinaires von 1857 sowie den von ihm ebenfalls übersetzten Les Aventures d'Arthur Gordon Pym von 1859. Als weitere Quelle nutzte Verne die 1862 bei Pierre-Jules Hetzel erschienenen Contes inédits in der Übersetzung von William Little Hughes.
Verne bespricht in dieser Reihenfolge:
- Der Doppelmord in der Rue Morgue
- Der entwendete Brief
- Der Goldkäfer
- The Balloon-Hoax
- The Unparalleled Adventure of One Hans Pfaall
- MS. Found in a Bottle
- Hinab in den Maelström
- Die Tatsachen im Fall Waldemar
- Der schwarze Kater
- Der Mann in der Menge
- Der Untergang des Hauses Usher
- Drei Sonntage in einer Woche
- The Narrative of Arthur Gordon Pym of Nantucket

Von diesen gibt er insbesondere bei den drei Kriminalkurzgeschichten, die den von Poe geschaffenen Privatdetektiv Auguste Dupin als Protagonisten haben, ausführliche Inhaltsangaben, wobei er Originalzitate (aus den französischen Übersetzungen) verwendet. Mit Ausführlichkeit und deutlicher Bewunderung schildert er Poes Technik der Analyse und der Deduktion, wie sie Dupin in bisher nicht gekannter Weise anwendet, um die Kriminalfälle zu lösen.
Anschließend wendet sich Verne The Balloon Hoax zu. Auch hier folgt eine umfangreiche Inhaltsangabe, vor allem im Vergleich zu Poes The Unparalleled Adventure of One Hans Pfaall. Es folgen schließlich sehr kurze Erwähnungen der anderen Erzählung. Den Abschluss des Essays bildet Poes einziger Roman The Narrative of Arthur Gordon Pym of Nantucket. Dieser wird ebenfalls sehr ausführlich beschrieben, wobei Verne seine Leser fragt, wer wohl das seiner Meinung nach unvollendete Werk Poes abschließen werde. Er selbst werde es wohl nicht sein, da er nicht mutig und kühn genug dafür sei.

„Et le récit interrompu de la sorte. Qui le reprendra jamais ? un plus audacieux que moi et plus hardi s’avancer dans le domaine des choses impossibles.“

Verne beschließt seinen Essay erneut mit dem Hinweis, dass Poe ein neues literarisches Genre geschaffen habe. Man müsse Poes Werk bewundern, denn er habe so vollkommen Neues erschaffen.

## Illustrationen
Der Text enthält sechs Illustrationen von den französischen Künstlern Frédéric Lix (1830–1897) und Yan' Dargent (1824–1899).

## Ausgaben
Der Essay erschien in:
- Musée des Familles, Band 31 (1863–1864), April 1864, S. 193–208
- Textes oubliés Édition 10/18. Union Générale d'Éditions, herausgegeben von Francis Lacassin, 1979
- Rumeur des Âges, 1993

## Deutschsprachige Ausgaben
- Jules Verne: Edgard Poë und seine Werke. (Auszug, Übersetzung Volker Dehs), In: Jules Verne: Von der Erde zum Mond. Artemis & Winkler, Düsseldorf 2006, ISBN 3-538-06306-0.
- Jules Verne: Edgar Poe und seine Werke. (Übersetzung: Volker Dehs), In: Nautilus Nr. 37., Jules-Verne-Club, Bremerhaven 2020, ISSN 2365-1091.

## Inspiration für Verne
Mehrere Werke Poes haben Verne als Inspiration oder Vorlage gedient, so zum Beispiel Poes 1835 verfasste Erzählung The Unparalleled Adventure of One Hans Pfaall oder die 1844 erschienene Kurzgeschichte The Balloon-Hoax, deren Motive in Vernes Roman Fünf Wochen im Ballon aus dem Jahre 1863 wiederzuerkennen sind. Three Sundays in a Week diente als Vorlage für Reise um die Erde in 80 Tagen. Vernes Die Eissphinx bildet eine Fortführung der Geschichte von Poes Arthur Gordon Pym.